# Драгановец
Село Драгановец се налази у општини Трговиште у Бугарској. Према подацима од 21.07.2005. године има 534 становника.